# Saco embrionario

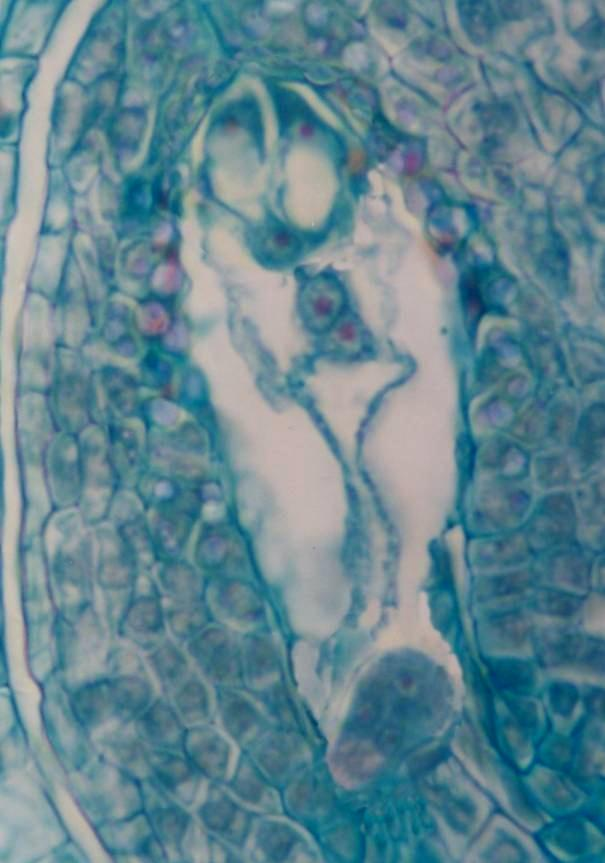
Microfotografía del saco embrionario o gametófito femenino de las angiospermas. Los núcleos se hallan teñidos de rojo y el citoplasma de celeste. Hacia arriba de la imagen se observan las sinérgidas, entre ellas y más abajo se halla la oósfera. Debajo de esta se encuentran los dos núcleos polares de la célula central. Hacia el otro extremo del saco embrionario se observan tres núcleos de antípodas.

- En la división Gimnospermas el gametófito femenino o prótalo (n) se origina por la división mitotica de la megáspora viable. El prótalo desarrolla uno o más  arquegonios y cada uno posee una oósfera o gameta femenina.
- En la división Angiospermas, la megáspora viable sufre tres cariocinesis, para formar un saco embrionario con ocho núcleos haploides, luego se produce la citocinesis dando lugar al megagametófito o gametófito femenino que consta de 7 células: la oósfera, dos células sinérgidas, una célula media con dos núcleos polares y tres antípodas.